# 布恩鎮區 (密蘇里州瑪麗縣)
布恩鎮區（英語：Boone Township）是位於美國密蘇里州瑪麗縣的一個行政鎮區。

## 地方資料
布恩鎮區的面積為210.87平方千米，當中陸地面積為210.32平方千米，而水域面積為0.55平方千米。根據2020年美國人口普查的數據，當地共有人口556人，而人口密度為每平方千米2.64人。